# E-LIB Bremen
Die E-LIB (Elektronische Bibliothek der Staats- und Universitätsbibliothek Bremen) ist eine seit 1998 bestehende virtuelle Bibliothek, die sowohl den physisch vorhandenen Bibliotheksbestand der SuUB Bremen als auch freie oder über Lizenzen verfügbare elektronische Medien unter einer Suchoberfläche verfügbar macht. Ab 2009 wurde die E-LIB zum zentralen Bibliothekskatalog und Discovery-System der SuUB Bremen weiterentwickelt. Hauptzielgruppe der E-LIB sind die Angehörigen der Universität Bremen und der Hochschulen in der Freien Hansestadt Bremen.

## Geschichte
1996 begann das DFG-Projekts OSIRIS (Osnabrück Intelligent Research Information System). Dieses Projekt wurde gemeinsam von der Universität Osnabrück und der zugehörigen Universitätsbibliothek (UB) durchgeführt. Es wurde eine Datenbank entwickelt, die Zugänge zu Fachinformationen und Fachdatenbanken unter einem Sucheinstieg vereinte. Dies geschah zunächst mit Blick auf die individuellen Bedürfnisse der UB Osnabrück, jedoch mit der Absicht, dass andere Nutzer diese Anwendung übernehmen können. Die in Osnabrück begonnenen Projekte OSIRIS und E-LIB wurden ab 1998/1999 in Bremen nachgenutzt und weiterentwickelt. Zunächst wurde die E-LIB als reines Nachweissystem für elektronische Medien konzipiert. Ab 1999 experimentierte man im Rahmen dieses Projekts mit Suchmaschinen und Harvesting. Osiris diente als Rechercheverfahren zu den gedruckten Titeln der SuUB. Der Schwerpunkt lag hier auf den thematischen Sucheinstiegen. Im Jahr 2004 wurden beide Projekte zusammengeführt. Ab diesem Zeitpunkt stand den Nutzern ein einheitliches Suchinterface für alle Medientypen zur Verfügung, während in anderen Bibliotheken die Trennung von gedruckten und elektronischen Medien Standard war. Seitdem besteht die Möglichkeit, neben dem lokalen Bibliotheksbestand auch auf mehrere Millionen Volltextdokumente zuzugreifen, darunter z. B. elektronische Zeitschriftartikel der Verlage Elsevier und Springer. Der Umfang der E-Medien-Nachweise wird seitdem fortlaufend erweitert.
Im Jahr 2006 wurde die E-LIB mit dem „Innovationspreis für richtungweisende Bibliotheks-IT“ ausgezeichnet. Gleichzeitig wurde ein Modul zur Integration von Metadaten von Open-Access-Angeboten eingeführt. Die technische Grundlagen hierfür werden an der SuUB selbst entwickelt. Mit einem Relaunch 2008 wurden u. a. technische Verbesserungen der Suchfunktionalität verwirklicht, wie z. B. eine Suchoberfläche mit Drill-Down-Techniken. Die gesamte Nachweisbasis wurde in den folgenden Jahren schrittweise vergrößert und liegt derzeit (2022) bei etwa 100 Mio. Nachweisen wissenschaftlicher Texte.

## Inhalte
Das System verfolgt das Ziel, alle Bestände, die für Bremer Nutzer lokal vor Ort und extern verfügbar sind, in einem einzigen Retrievalsystem zur Verfügung zu stellen.
Neben den im Bibliothekskatalog der Staats- und Universitätsbibliothek Bremen nachgewiesenen Medien sind über die E-LIB-Suchmaschine auch folgende Medien recherchierbar:
- alle gedruckten und elektronischen Zeitschriftentitel, die die Bibliothek besitzt oder für die sie den Zugang bereitstellt (ca. 31.000)
- eine Sammlung von derzeit rund 38.000 E-Books
- die Einstiegseiten aller bibliografischen Fachdatenbanken, für die die Bibliothek den Zugang bereitstellt (ca. 200)
- elektronische Zeitschriftenartikel wichtiger internationaler Verlage (ca. 23 Mio.)
- wissenschaftlich relevante freie Internetquellen und frei zugängliche Dokumente auf den universitären Dokumentenservern weltweit (ca. 3 Mio. Dokumente)

Auffällig ist der hohe Anteil an elektronischen Volltexten, die rund 80 % der Inhalte ausmachen.

## Technische Grundlagen
Die technische Grundlage für die E-LIB bildet die Software CiXBase System, bei der es sich um eine Weiterentwicklung des Osnabrück Intelligent Research Information System (OSIRIS) handelt.
Mit ihrer Hilfe werden die überall verteilt vorhandenen, heterogenen Metadaten zunächst in das E-LIB-System importiert (Data-Warehouse-Lösung). Zum Aufbau eines konsistenten Datenpools werden sie in einem nächsten Schritt in eine homogene XML flat file-Struktur konvertiert. Damit wird ein Dateisystem ohne Unterverzeichnisse bezeichnet, alle Daten liegen hier auf einer Ebene direkt hintereinander.
Die nun konvertierten XML-Daten werden dann mit Suchmaschinentechnologie indexiert. Dabei wird auf so genannte statistisch ausbalancierte B-Baum-Algorithmen zurückgegriffen. Die Suche wird dabei über Knotenpunkte gesteuert, so dass bei einer Anfrage nicht der gesamte Index von vorne bis hinten durchsucht wird, sondern über fünf bis sechs Stationen das Ziel erreicht wird.
Dieser lokale Index („local indexing“) wird in etwa acht Stunden täglich über Nacht aufgebaut, so dass das System immer mit eintägiger Verspätung aktuell gehalten wird. Die wesentlichen Vorteile eines solchen lokalen Indexes sind
- schnelle Antwortzeiten
- eine einheitliche Darstellung
- eine ausbalancierte Trefferanzeige (Ranking)
- die Nutzungsmöglichkeit der Metadaten der Suchergebnisse für weitere fachspezifische Analysen, die während der Suche durchgeführt wurden können

Als Nachteil erweist sich, dass durch die Normierung teilweise Daten verloren gehen.
Auf eine Volltextindexierung wurde zur Vermeidung von Präzisionsproblemen bisher bewusst verzichtet, da die Volltexte nur zu einem Bruchteil auf dem eigenen Server vorliegen und somit nicht verfügbar sind.
Über das CiXbase-System werden neben dem Import, der Konversion und der Indexierung noch weitere Services angeboten:
- ausbalanciertes Relevanzranking
- Anbindung von LDAP-Servern zum Austausch von Benutzerdaten
- Unterstützung von SRU (Search/Retrieval via URL), zum Beispiel für die „Keine-Treffer-Analyse“
- Rechtschreibprüfung („Meinten Sie“) bei Tippfehlern auf Basis des Levenshtein-Distanz-Algorithmus
- Bildung von „tag clouds“ zur Darstellung des begrifflichen Umfelds einer Recherche auf Basis von computerlinguistischen und statistischen Analysen

Die Präsentation der Daten wurde von der SuUB selbst entwickelt. Die XML-strukturierten Metadaten werden mittels XSLT-Stylesheets in der Browserapplikation des Anwenders angezeigt.
Durch die Trennung von Datenstruktur und Layout wird eine fast vollständige Interoperabilität der Metadaten auch mit anderen Systemen erreicht. Die modulare Technik bei Suchmaschine und Services ermöglicht es, Teile der E-LIB in anderem Kontext weiter zu verwenden (zum Beispiel Generierung von tag clouds).
Weitere eingesetzte Techniken sind:
- OAI-Harvesting-Technologien mit deren Hilfe Metadaten, die auf Dokumentenservern bereitgestellt werden, eingesammelt und in die E-LIB integriert werden.
- Entdeckersuche: eine Ajax-basierte Empfehlungsfunktion („Favoriten unserer Kunden“)

## Vergleichbare Systeme
Da die E-LIB hinsichtlich Technik, Umfang und Usability über traditionellen OPACs hinausgeht, wird sie in bibliothekarischen Fachkreisen auch zu den „Next Generation Catalogs“ (auch „Katalog 2.0“) gezählt. In Deutschland, Österreich und der Schweiz existieren einige vergleichbare Systeme, die zum Teil als Open Source verfügbar sind. Dazu zählen die Eigenentwicklungen XOPAC (Universitätsbibliothek Karlsruhe), OpenBib (Universitätsbibliothek Köln), HEIDI (Universitätsbibliothek Heidelberg), BASE (Universitätsbibliothek Bielefeld) und die Virtuelle Institutsbibliothek Informationswissenschaft (Universität des Saarlandes), verschiedene auf Solr/Lucene und/oder Vufind basierende Projekte wie Beluga (Bibliotheken in Hamburg) und die Suchkiste (Gemeinsamer Bibliotheksverbund), sowie die kommerziellen Produkte Primo und Touchpoint.